# Haplocladium parvulum
Haplocladium parvulum är en bladmossart som beskrevs av R. Watanabe in Iwatsuki 1979. Haplocladium parvulum ingår i släktet Haplocladium och familjen Thuidiaceae. Inga underarter finns listade i Catalogue of Life.